# Eric Radford
Eric Radford (Winnipeg, 27 de gener de 1985) és un patinador canadenc. Amb la parella Meagan Duhamel, és un bicampió mundial (2015, 2016), medalla de plata olímpica a la prova per equips, un bicampió dels Quatre Continents (2013, 2015), el campió de la final del Grand Prix 2014-15 i campió del Canadà en cinc ocasions (2012-16).
Radford va néixer a Winnipeg (Manitoba) i es va criar a Balmertown (Ontario). Es va traslladar a Kenora als 14 anys, a Winnipeg i Mont-real als 15 i a Toronto a 16. Va estudiar música a la Universitat de York i té del certificat grau 9 del Reial Conservatori de Música. Toca el piano i escriu i compon música, i el 2014 es va registrar com a membre de la Societat de Compositors, Autors i Editors de Música del Canadà.
El desembre de 2014 Radford va anunciar públicament la seva homosexualitat en una entrevista publicada pel diari digital Outsports. En fer-ho, es va convertir en el primer patinador competitiu en sortir de l'armari en el punt àlgid de la seva carrera quan encara era aspirant a guanyar títols, en lloc d'esperar a estar a prop o passada la seva retirada. En el Campionat Mundial de 2015, la medalla d'or de Radford i Duhamel en patinatge per parelles el va convertir en el primer patinador obertament homosexual en guanyar una medalla en aquesta competició. És un ambaixador del programa #OneTeam del Comitè Olímpic Canadenc per combatre l'homofòbia en l'esport.
Radford és entrenador de patinatge, a més de competir.